# Janus Pannonius
Janus Pannonius (în latină: Janus Pannonius, în croată: Ivan Česmički, în maghiară: Csezmiczei János sau Kesencei, n. 29 august 1434, Čazma – d. 27 martie 1472, Medvedgrad, lângă Zagreb) a fost un umanist, diplomat, scriitor croato-maghiar și episcop al Diecezei de Pécs.

## Biografie
János von Čazma a fost probabil fiul unui nobil croat. Se știe puțin despre copilăria sa. Mama sa, Borbála Vitéz (d. 1463), a fost sora episcopului Ioan Viteaz de Sredna, din 1465, primat al Ungariei.

## Operă
A scris o operă umanistă, elogiu al bucuriei vieții, cultivând toate formele de poezie (imn, satiră, epigramă, epitalam, eglogă, elegie), ce se remarcă prin perfecțiunea formei. 

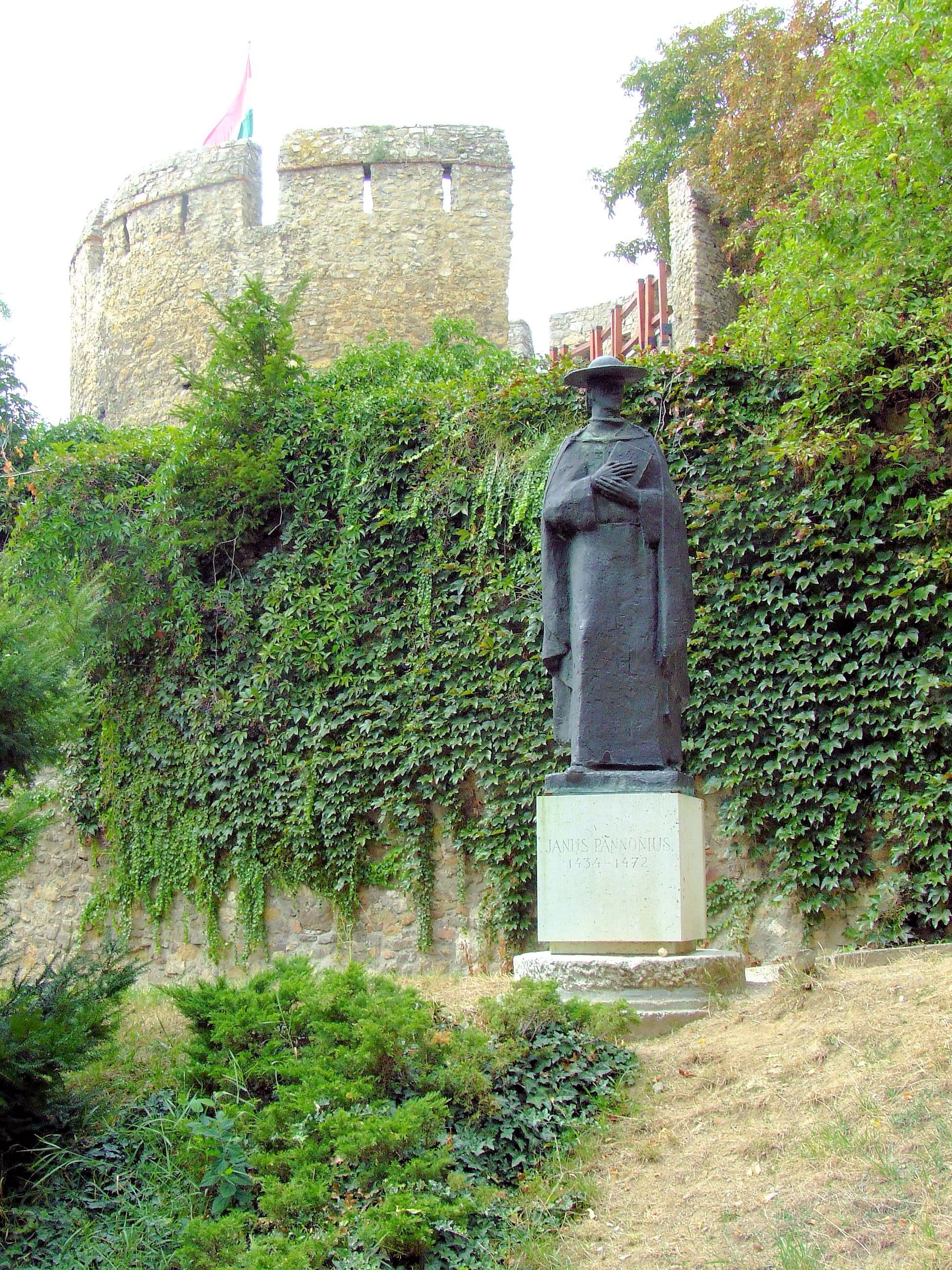
Statuia lui Janus Pannonius din Pécs

1. ↑  Catholic-Hierarchy.org, accesat în 17 octombrie 2020
2. ↑  Hrvatski biografski leksikon
3. ↑  CONOR.SI[*] Verificați valoarea |titlelink= (ajutor)